# Tahiti
 Ikke at forveksle med Haiti.
Tahiti er den største ø og hovedøen i Fransk Polynesien, beliggende i øgruppen Selskabsøerne i det sydlige Stillehav ved 17° 40' Syd, 149° 30' Vest, eller omkring halvvejs mellem Australien og Sydamerika.
Hovedstaden er Papeete, beliggende på den nordvestlige kyst. Øen er ca 45 km på tværs på det bredeste sted, og har et areal på ca 1042 km². Det højeste punkt i Fransk Polynesien er Orohona-toppen, med 2.241 meter over havoverfladen. Vulkanske landmasser udgør Tahiti Nui (= Store-Tahiti) og Tahiti Iti (= Lille-Tahiti).
Vegetationen på øen er regnskov. Klimaet er mildt tropisk, med regntid fra november til og med april. Ud over at være den største ø, er Tahiti også den mest befolkede. Omkring 70% af den samlede befolkning i Fransk Polynesien bor på øen. Det er muligt at flyve til øen via Fa'aa International Airport.
Sent på 1700-tallet benyttede de indfødte en af sine festivaler til at gøre grin med to spanske missionærer, der var kommet for at omvende dem til kristendommen. Disse blev omtalt som tyve, fjolser og "skaldyr" (hvad der åbenbart regnedes som en fornærmelse). Men bare nogle få tiår senere kunne protestantiske missionærer prale af, at de havde fået de indfødte til at forlade skikken med dansefester. Da den russiske baron Bellingshausen kom til Tahiti i 1820, gik de indfødte i europæisk tøj, og både mænd og kvinder havde barberet hovedet, fordi missionærene anså kvindernes midjelange hår for uhygiejnisk. Skikken med tatoveringer blev ligeledes modarbejdet. Særlig stolte var missionærene af, at ingen mere dansede eller spillede indfødt musik. Det var ovenikøbet forbudt at flette blomsterkranse.

## Uddannelse
På Tahiti findes universitetet Université de la Polynésie Française, som er et lille universitet med omkring 2.000 studerende og 60 forskere. Derudover ligger Le Collège La Mennais i Papeete.

## Generelt
- Placering: 17° 40' Syd, 149° 30' Vest
- Hovedstad: Papeete
- Største by: Papeete
- Officielle sprog: Fransk
- Regeringsform: Fransk koloni
- Areal: 1042 km²